# Gigantismo
El gigantismo  es una enfermedad hormonal causada por la excesiva secreción de la hormona del crecimiento (somatotropina), durante la edad del crecimiento, antes de que se cierre la epífisis del hueso. Si ocurre después, recibe el nombre de acromegalia.
El gigantismo es el crecimiento desmesurado, en especial de brazos y piernas, causado por un mal funcionamiento de la glándula hipófisis, acompañado del correspondiente crecimiento en estatura de todo el cuerpo. Cuando aparece en la infancia antes de que la osificación normal haya finalizado, su origen suele estar en una sobreproducción de la hormona del crecimiento provocada por un tumor de hipófisis. Debido a que la hormona del crecimiento disminuye la capacidad de secreción de las gónadas, el gigantismo suele estar acompañado del debilitamiento de las funciones sexuales y recibe entonces el nombre de gigantismo eunucoideo, que se caracteriza por una figura desproporcionada, con brazos y piernas demasiado largos. Sin embargo, el gigantismo proporcionado no suele incluir estas alteraciones sexuales. Los individuos afectados por cualquier tipo de gigantismo presentan debilidad muscular y problemas musculares en las piernas los más altos.